# Großer Storkower See
Der Große Storkower See (auch Dolgensee oder Storkower See) ist ein See im Landkreis Oder-Spree in Brandenburg etwa 60 Kilometer südöstlich von Berlin. Er ist Bestandteil der gut 33 Kilometer langen Bundeswasserstraße Storkower Gewässer (SkG) mit der Wasserstraßenklasse I; zuständig ist das Wasserstraßen- und Schifffahrtsamt Spree-Havel.

## Geografie
Das 3,7 km² große Gewässer befindet sich innerhalb der Stadtgrenzen von Storkow (Mark). Es besteht aus dem nördlichen, kleineren und einem langgestreckten, südlichen Becken, die durch eine etwa 200 Meter breite Seeenge miteinander verbunden sind. Der Ort Storkow erstreckt sich am Nord- und Westufer, der Stadtteil Wolfswinkel am bewaldeten Ostufer des rundlichen Nordbeckens. Am Westufer des zu großen Teilen von Wald umgebenen Südbeckens liegt der Storkower Stadtteil Hubertushöhe mit dem dort befindlichen ehemaligen Jagdsitz. Am Ostufer liegt der Ortsteil Dahmsdorf der Gemeinde Reichenwalde. Kurz hinter dem Nordufer erhebt sich die Binnendüne Waltersberge um bis zu 32 Meter über die Wasserfläche des Sees.
Der See erhält seinen Zufluss im Süden über das Wendisch Rietzer Fließ vom Scharmützelsee. Der Storkower Kanal und die anderen Teile der Storkower Gewässer entwässern den See über die Dahme in Richtung Spree. Der schiffbare Kanal verbindet den See mit dem Wolziger See im Westen. Der Wasserstand wird im Süden durch die durch Staustufe (Wehr und Schleuse) Wendisch Rietz und im Nordwesten durch die Kanalstufe Storkow geregelt. Weitere Zuflüsse sind eher unbedeutende, wenig Wasser führende Gräben. Einen weiteren Abfluss bildet das Mühlenfließ im Norden.
Das Gewässer besitzt Ausdehnungen von etwa 5,2 × maximal 1,2 Kilometern. Die mit etwa 12 Meter tiefste Stelle liegt ungefähr in der Mitte des Nordbeckens.

## Entstehung und Geschichte
Der Große Storkower See ist der Rest eines während des Brandenburger Stadiums der Weichseleiszeit durch die Ansammlung von Schmelzwässern südlich des Berliner Urstromtals entstandenen größeren Gewässers, dessen Wasserstand mit der Zeit sank. Davon zeugen terrassenförmige Talsandablagerungen.
Der durch das natürliche Gefälle bestehende Wasserabfluss zwischen dem Scharmützelsee und dem Wolziger See war ursprünglich nicht schiffbar. Den Zufluss stellte das Wendisch Rietzer Fließ, Abflüsse das Alte Fließ (auch Flößergraben genannt) und das Mühlenfließ dar. Unter Friedrich dem Großen wurde der Wasserweg ab 1745 ausgebaut, dabei entstanden die Staustufe Wendisch Rietz und die Kanalstufe Storkow. In trockenen Jahreszeiten bereiteten niedrige Wasserstände weiterhin Probleme. Weitere Ausbauten erfolgten zwischen 1862 und 1865, 1892 und 1896 sowie 1904.

### Name
Der Name Dolgensee stammt aus der Slawischen Siedlungszeit und bezeichnet die Form des Sees. Das Brandenburgische Namenbuch bezieht den Namen auf die altpolabische Grundform Dolg- = Langer (See) zu dolg = lang. Das -en ist eine deutsche Flexionsendung.